# Ivan Trouch
Ivan Ivanovytch Trouch (en ukrainien : Іван Іванович Труш, né le 17 janvier 1869 - mort le 22 mars 1941) est un peintre impressionniste ukrainien et critique d'art, impliqué dans le milieu artistique de Galicie.

## Biographie
Ivan Trouch naît dans le village de Verkhnié Vyssotské, dans l'oblast de Lviv, en 1869. Il étudie à l'Académie des beaux-arts de Cracovie de 1891 à 1897, auprès de Jan Stanisławski et Leon Wyczółkowski, ainsi qu'à Vienne (1894) et Munich (1897).

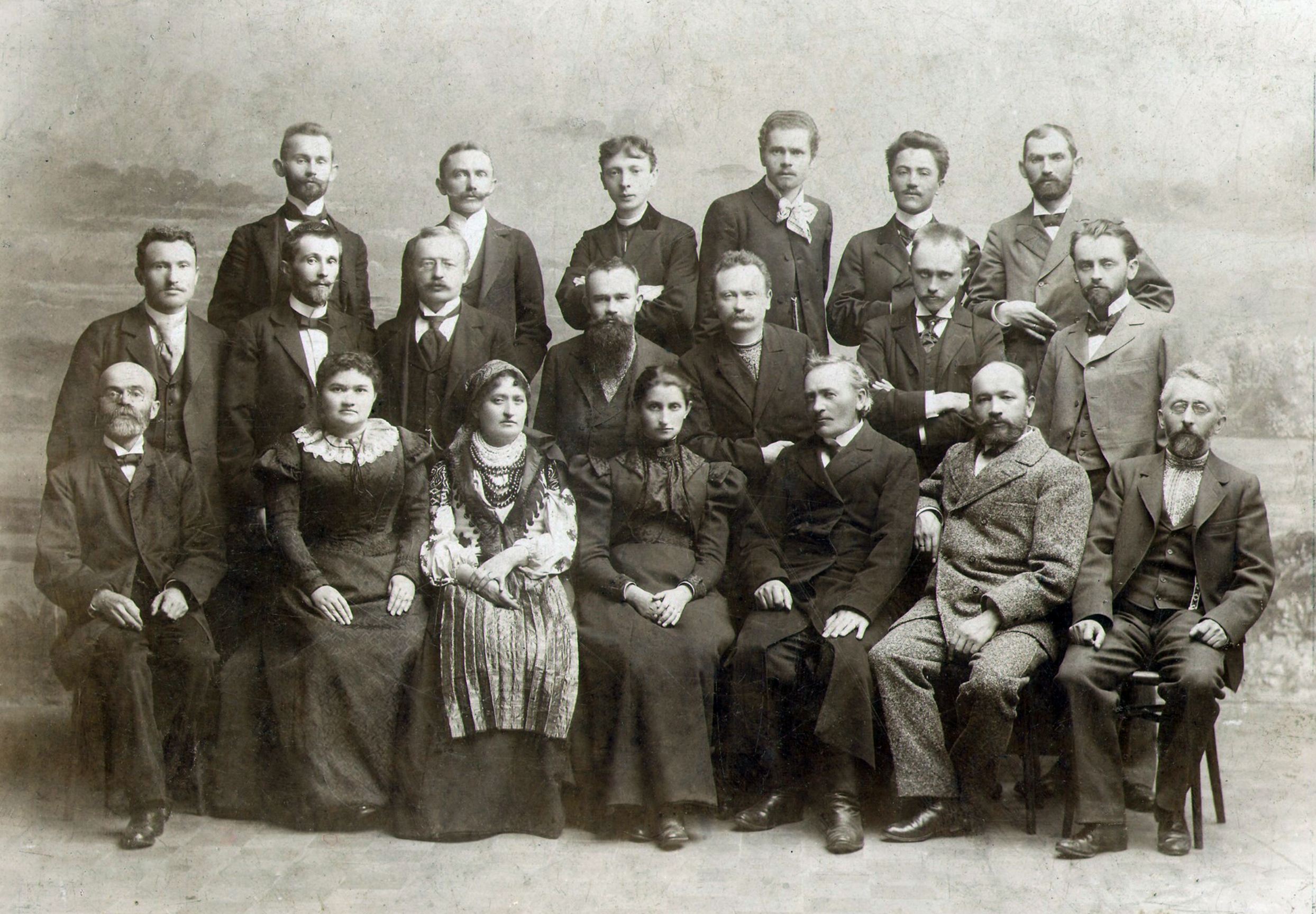
En 1898 à Lviv avec Natalia Kobrynska, Ievhenia Iarochynska, Bohdan Lepky, Olha Kobylianska, Volodymyr Hnatiouk, Ivan Franko, Filaret Kolessa, pour les cent ans de la publication de l'Enéide de Ivan Kotliarevsky.

À partir de 1898, il s'installe et commence à travailler à Lviv, où il fait connaissance de l'écrivain et poète Ivan Franko. Il est exposé pour la première fois à Lviv en 1899. C'est à cette même époque qu'il participe à la Société scientifique Chevtchenko, pour laquelle il réalise de nombreuses œuvres, principalement des portraits.
Ivan Trouch voyage en Italie, en Égypte ou encore en Palestine. À son retour, il crée et organise les premières sociétés regroupant dans artistes professionnels en Galicie, ainsi que la première exposition d'artistes ukrainiens, laquelle attire des artistes de Kiev.
Il joue également un rôle majeur dans la création en 1905 du musée national de Lviv, consacré à l'art ukrainien.
Après la Première Guerre mondiale, la situation financière de Trouch se détériore et ne lui permet plus de voyager.
Il est inhumé au cimetière de Lytchakiv à Lviv.

## Œuvres
Ivan Trouch est un peintre prolifique, avec près de 6 000 œuvres. Il a notamment réalisé des portraits de nombreux Ukrainiens célèbres de son époque, comme les écrivains Vassyl Stefanyk et Ivan Franko, la poétesse Lessia Oukraïnka, l'idéologue Mykhaïlo Drahomanov, ou le compositeur Mykola Lyssenko ; ainsi que de nombreux paysages inspirés de ses voyages en Ukraine et à l'étranger.
Un musée consacré à Ivan Trouch est inauguré en 1986 à Lviv, dans la maison que l'artiste a occupée de 1910 à sa mort en 1941.

## En images

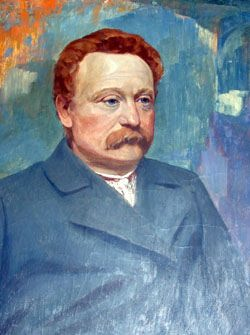
Portrait de Ivan Franko
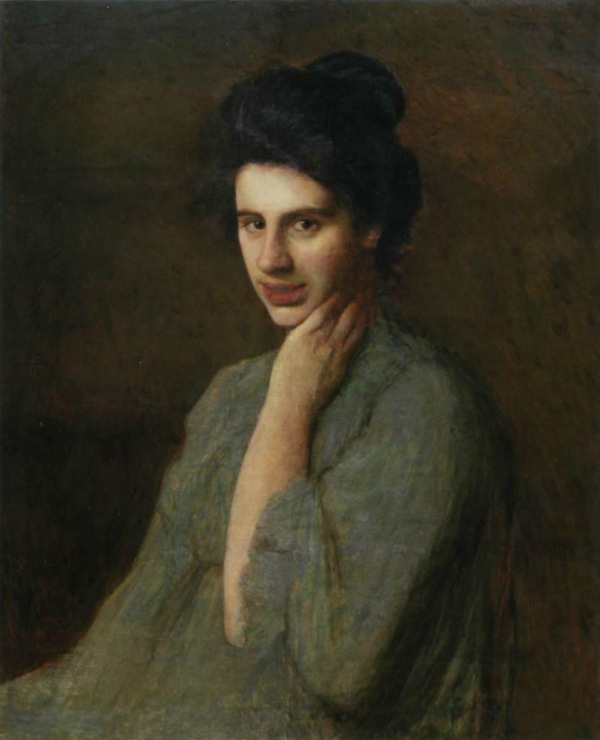
Portrait de sa femme, Ariadna Trouch
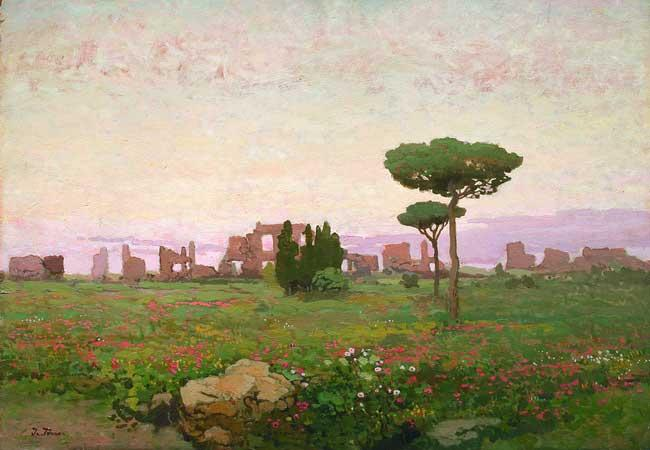
Paysage italien
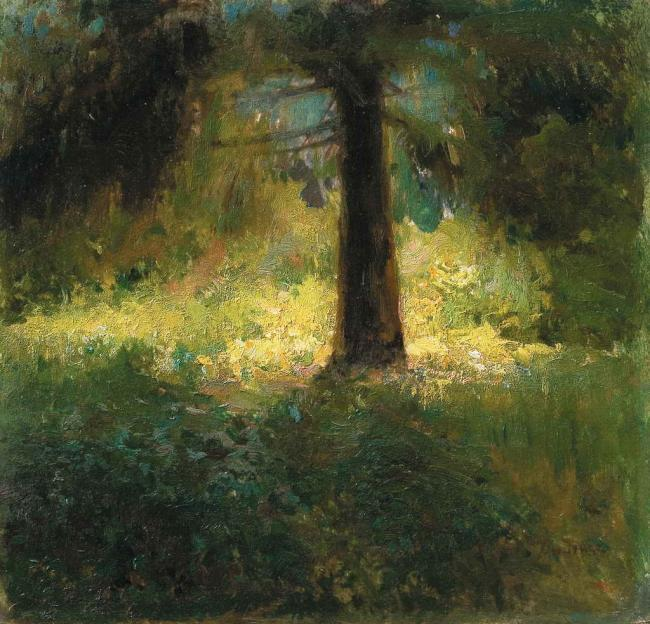
Rayon de soleil

## Source
- (en) Cet article est partiellement ou en totalité issu de l’article de Wikipédia en anglais intitulé « Ivan Trush » (voir la liste des auteurs).